# Pay-as-Clear
Beim Pay-as-Clear oder auch Uniform Pricing handelt es sich zunächst um ein Preisbildungsverfahren bei einer einseitigen Auktion. Bei diesem Einheitspreisverfahren werden solange Gebote mit je einer weiteren Menge bezuschlagt, bis eine vorbestimmte Gesamtmenge erreicht ist. Dann erzielen alle Teilnehmer, die einen Zuschlag auf ihr Gebot erhalten haben, den gleichen Preis.

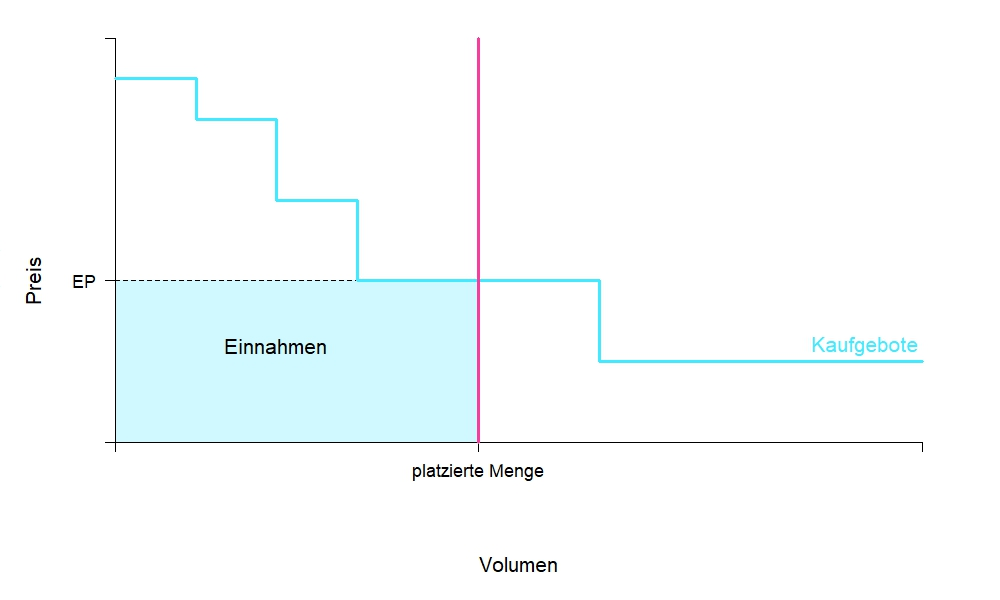
Einheitspreis (EP) bei einer einseitigen Auktion

Bei einer Verkaufsauktion werden die Gebote in der Reihenfolge der Gebotshöhe beginnend mit dem höchsten Gebots bezuschlagt, bis die Gesamtmenge erreicht ist. Der Abrechnungspreis für alle bezuschlagten Gebote wird dann durch das niedrigste Gebot gesetzt, das noch bezuschlagt wurde. Nach diesem Prinzip erfolgt beispielsweise das Bookbuilding bei Aktienemissionen oder auch die Erstemission von Emissionszertifikaten. Bei Kaufauktionen wird versucht, eine vorbestimmte Menge bestmöglich zu beschaffen. Hier erfolgt die Bezuschlagung beginnend mit dem niedrigsten Gebot und der Preis wird durch das höchste Gebot gesetzt, das noch bezuschlagt wurde.
Einseitige Auktionen bei der eine vorbestimmte Menge an Commodities, Wertpapieren oder anderen homogenen Gütern meistbietend veräußert oder beschafft werden sollen, finden in großem Umfang an den Finanzmärkten statt. Güter in Höhe von mehreren Billionen Dollar werden jährlich in solcher Weise platziert. Diese Auktionen erfolgen teils im Einheitspreisverfahren teils im Pay-as-Bid-Verfahren. In letzterem erhält jeder bezuschlagte Bieter den von ihm gebotenen Preis.
Es gibt keine abschließende Antwort auf die Frage, welches der beiden Verfahren für den Auktionator optimal ist, d. h. mit welchem Verfahren ein höherer Preis (bzw. niedrigerer) Preis erzielt werden kann.
Pay-as-Bid-Verfahren lassen sich jedoch nicht für zweiseitige Auktionen mit gegeneinander abzugleichenden Kauf- und Verkaufsaufträgen umsetzen, bei denen der eine bestmöglich kaufen und der andere bestmöglich verkaufen will. Offensichtlich ist es nicht möglich Kauf- und Verkaufsaufträge zusammenzubringen und dabei von jedem Käufer zu Gunsten der Verkäufer den gebotenen Preis zu verlangen und gleichzeitig jedem Verkäufer zu Gunsten der Käufer nur den gebotenen Preis zu zahlen. 
Somit bilden zweiseitige Auktionen immer einen einheitlichen Preis, mit dem alle ausführbaren Kauf- und Verkaufgebote abgerechnet werden. Diesen kann man sich vereinfacht als Schnittpunkt der aggregierten Angebots- und Nachfragekurven vorstellen. Tatsächlich lassen sich Verkaufs- und Kaufsgebote aber nicht immer zu schönen glatten Kurven aggregieren und es gibt somit unterschiedliche Auktionsverfahren für zweiseitige Auktionen:
- Im Aktien- und Wertpapierhandel ist das Meistausführungsprinzip verbreitet. Dieses sucht, wie der Name sagt, den Preis, zu dem das höchste Volumen ausgeführt werden kann. Dabei entstehen Überhänge, d. h. es gibt Gebote, die im Geld sind aber nicht ausgeführt werden können, weil auf der Gegenseite keine Mengen mehr zur Verfügung stehen.[4]
- Die wichtigste Auktion auf den Energiemärkten ist die Day Ahead Auktion der EEX. Diese findet über einen Optimierungsalgorithmus, der Netzengpässe berücksichtigt und die Ausübung stundenübergreifender Blockgebote optimiert, im Optimalfall einen europaweit einheitlichen Market Clearing Preis für jede Stunde des Folgetages.[5]